# Exoptenomela sigwaldi
Exoptenomela sigwaldi är en skalbaggsart som beskrevs av Soula 2002. Exoptenomela sigwaldi ingår i släktet Exoptenomela och familjen Rutelidae. Inga underarter finns listade i Catalogue of Life.